# Нумерій Фабій Амбуст
Нумерій Фабій Амбуст (лат. Numerius Fabius Ambustus; кінець V століття до н. е. — після 390 до н.е.) — політичний та військовий діяч Римської республіки, військовий трибун з консульською владою 406 і 390 років до н. е.

## Життєпис
Походив з патриціанського роду Фабіїв. Син Марка Фабія Вібулана, консула 442 року до н. е., брат Квінта, військового трибуна з консульською владою 390 року до н. е., та Кезона Фабіїв Амбустів. 
У 406 році до н. е. його було обрано військовим трибуном з консульською владою. Воював проти вольсків, здобувши місто Анксур (сучасна Террачина). Вслід за цим сплюндрував це місто. 
У 394 році до н. е. був членом посольства до Дельф, де питали поради у піфії. У 391 році до н. е. очолив посольство до сенонів, а потім до Клузія. 
У 390 році до н. е. його вдруге було обрано військовим трибуном з консульськими повноваженнями. Разом із своїми колегами по трибунату взяв участь у битві при Алії, де римлянами зазнали поразки від сенонів на чолі із Бренном. Подальша доля Нумерія Амбуста невідома.

## Родина
Діти:
- Марк Фабій Амбуст
- Гай Фабій Амбуст